# Mars Environmental SURvey
Mars Environmental SURvey plus connu sous son acronyme MESUR était un projet de mission spatiale étudié au début des années 1990 par la NASA. Son objectif était de déposer à la surface de Mars une quinzaine de stations  chargées de recueillir des données sur l'atmosphère, la météorologie, la chimie et la structure interne de la planète. Le projet, jugé trop couteux par les responsables de la NASA, a été abandonné au milieu des années 1990.

## Le projet
Au début des années 1990 plusieurs établissements de la NASA tentent de définir une stratégie d'exploration de la planète Mars. Le centre de recherche Ames élabore un projet de mission martienne ambitieux dont l'objectif est de poursuivre les investigations scientifiques menées par les atterrisseurs Viking (1975). La mission doit être menée de manière incrémentale : 16 stations fixes identiques sont déposées sur le sol de la planète dans de plusieurs vols du lanceur Delta II. Chacun de ces vols transporte plusieurs stations. Celles-ci, à l'approche de Mars, suivent des trajectoires différentes pour former à l'issue du déploiement s'étalant sur 6 ans un réseau fournissant des informations globales sur la planète. Le système d'atterrissage de chaque station consiste en un bouclier thermique, un parachute, des rétrofusées et un airbag. Chaque atterrisseur, ayant la forme d'un disque, a une masse de 160 kg. Une fois au sol l'énergie est fournie par un Générateur thermoélectrique à radioisotope. La charge utile comprend un sismomètre et une station météorologique, un spectromètre utilisé pour analyser les roches environnantes et un mini laboratoire pour analyser les volatiles. Selon le calendrier proposé par Ames 4 stations devaient être lancées en 1998, 8 en 2001 et 8 autres en 2003. Le cout total de la mission est évalué à 1 milliard US$,

## Historique
Plusieurs points du projet posent problème. Le sismomètre doit être déposé directement sur la surface de Mars pour ne pas réitérer les problèmes des sismomètres des sondes Viking solidaires de celles-ci et perturbés par les vents frappant leur plateforme. Plusieurs moyens sont étudiés (bras, ressort, mat flexible) mais aucun n'est considéré comme satisfaisant. La longueur du déploiement impliquait une durée de vie d'au minimum pour que toutes les stations puissent fonctionner ensemble durant 2 années terrestres (une année martienne). Enfin aucun orbiteur martien n'existait à l'époque pour jouer le relais de communications entre les stations et la Terre. Compte tenu du cout du projet et de sa complexité les responsables de la NASA décident de lancer en 1996 un unique démonstrateur technologique baptisé  SLIM (Surface Lander Investigation of Mars) pour démonter la faisabilité du projet. Le centre JPL qui faisait à l'époque des recherches sur les astromobiles propose d'ajouter un petit rover à la mission équipés de quelques instruments dont le sismomètre et un spectromètre à rayons X. La responsabilité du projet est transférée de Ames au JPL.
Il est décidé de gérer la mission dans le cadre du programme Discovery créé en 1992 par l'administrateur de la NASA, Daniel S Goldin, pour permettre la réalisation de missions spatiales « plus fréquentes, moins chères, plus performantes» à l'opposé du projet MESUR initial. Ce démonstrateur est renommé MESUR Pathfinder. Le sismomètre, instrument central de la mission initiale, est retiré de la charge utile pour des raisons de cout. La durée de vie de la mission est réduite à 30 jours. Elle est finalement renommée Mars Pathfinder et constitue désormais une pure mission technologiquee. Lancée en 1996, elle remporte un grand succès médiatique mais son apport scientifique est quasiment nul. Le projet MESUR est annulé pour des raisons budgétaires.